# 전초아
전초아(1979년 9월 19일 ~ )는 대한민국의 가수이다.

## 학력
- 경남여자고등학교
- 경성대학교 성악과 학사
- 경희대학교 대학원 포스트모던음악과 (석사과정 재학)

## 음반 목록

### 1대 란 활동 (2004년~2006년)
- 2004년 10월 1집 finally... in 5 years
- 2005년 8월 1.5집 어쩌다가

참여활동
- 2005년 11월 피처링 NE1 - 달려
- 2005년 12월 앨범 Remade 0506 - 널 사랑해
- 2006년 2월 피처링 후 - I Need
- 2006년 2월 피처링 노블레스 - 음악이 싫어졌어
- 2006년 5월 피처링 박상철 - 무조건

### 예인 활동 (2007년~2010년)
- 2007년 3월 싱글 어쩌다가 (손호영 & 전초아)
- 2007년 6월 2집 霓人 (Yein)
- 2007년 11월 싱글 어쩌다가 2
- 2008년 2월 싱글 저 달이 지기 전에
- 2008년 6월 싱글 Loving You
- 2009년 1월 싱글 한때
- 2009년 5월 싱글 한때 (Acoustic)
- 2009년 7월 싱글 눈물이 나서
- 2009년 11월 싱글 프로젝트 오후의 키스
- 2009년 12월 싱글 사랑하면 안돼요
- 2010년 3월 싱글 10 (Ten)
- 2010년 6월 싱글 Stay with me
- 2010년 12월 싱글 나의 이름 조차

참여활동
- 2007년 4월 앨범 란 그리고 란 - 우리 처음, 여자이니까
- 2007년 11월 피처링 수호 - Don`t Cry My Love
- 2008년 4월 피처링 란 - 우리 처음
- 2008년 5월 피처링 수호 - Don`t Cry My Love
- 2009년 1월 OST MBC 드라마 돌아온 일지매 - 기다림
- 2009년 4월 피처링 술제이 - 미친 사랑의 추억
- 2010년 1월 피처링 PD블루 - 잔소리
- 2010년 6월 피처링 노블레스 - 트라우마
- 2010년 6월 피처링 술제이 - 미친 사랑의 추억
- 2011년 4월 피처링 PS영준 - 어떻게 잊어요

### 전초아 활동 (2011년~)
- 2011년 2월 싱글 좀 더 잘해볼 것을 하죠
- 2012년 3월 싱글 널 사랑해
- 2014년 10월 EP 10주년 기념 미니 I Am A Singing Bird
- 2022년 11월 싱글 나를 더욱 빛나게 하는 별
- 2024년 11월 싱글 화무십일홍 (花無十日紅)

에브리데이크리스마스 활동
- 2017년 12월 싱글 너와 함께 걸을래
- 2017년 12월 싱글 Everyday Christmas

크리스탈 제이(Crystal J) 활동
- 2018년 11월 싱글 찬송가 메들리
- 2018년 12월 싱글 약속

참여활동
- 2011년 2월 피처링 PD블루 - 안되겠니 (내가 참 밉다)
- 2011년 2월 피처링 PD블루 - 잔소리 (New Ver.)
- 2012년 뮤지컬 힐링하트 시즌1, 시즌2
- 2012년 5월 피처링 PD블루 - 눈물이 난다
- 2013년 11월 피처링 PD블루 - 내 사랑 너야
- 2014년 5월 OST 영화 캠퍼스S커플 - 사랑했었나요
- 2014년 10월 피처링 HUX - 비오는 날에
- 2016년 11월 피처링 Blue Circle - Cruel Love
- 2018년 8월 OST KBS2 드라마 끝까지 사랑 - 내게 기대
- 2020년 10월 피처링 PD블루 - 안되겠니 (내가 참 밉다)
- 2020년 10월 피처링 PD블루 - 잔소리
- 2021년 6월 앨범 킨프로젝트 #1 - Friend, Friend-Solo
- 2024년 11월 OST KBS2 드라마 스캔들 - 그대가 뜨는 자리
- 2024년 12월 OST KBS2 드라마 스캔들

## 방송
- 2017년 9월 MBC 《랭킹쇼 1,2,3 9회》
- 2018년 4월 JTBC 《투유 프로젝트 슈가맨2 14회》